# Марк-Антоан Шарпантје
Марк-Антоан Шарпантје (фр. Marc-Antoine Charpentier; Париз, 1643 — Париз, 24. фебруар 1704) био је француски барокни композитор. Изузетно свестран и плодан, стварао је дела изванредног квалитета у неколико различитих жанрова. Његово умеће у писању духовне вокалне музике било је признато и уважавано од стране његових савременика.

## Живот
Шарпантје је рођен у околини Париза. Био је син писца који је имао веома добре везе са утицајним породицама у Париској скупштини. Марк-Антоан је стекао добро образовање уз помоћ Језуита. Са осамнаест година уписао се у школу за правнике у Паризу, али се повукао после једног семестра. Проводи „две или три године“ у Риму, вероватно између 1667. и 1669. године, где је учио код Ђакома Карисима. Легенда каже да је Шарпантје дошао у Рим да учи сликарство пре него што га је открио Карисими. Међутим, ова прича је недокументована и могуће нетачна. У сваком случају, у Италији је стекао солидно музичко образовање које је понео са собом у Француску.

Одмах након повратка у Француску, Шарпантје је почео да ради као кућни композитор код Мари де Лорен, војвоткиње од Гиза, која је била позната по надимку Госпођица од Гиза. Она му је дала „стан“ у тада тек реновираној Вили од Гиза - што је чврст доказ да Шарпантје није био плаћени човек који је спавао у соби у великој резиденцији, већ је био дворанин који је заузео један од нових апартмана у вили. 

Шарпантје је током следећих седамнаест година његовог живота компоновао значајан број вокалних дела за Мари, у које спадају псалми, химне, мотети, Магнификат, миса, Диес ире за сахрану њеног нећака Луј Жозефа, као и ораторијуме на не-литургије текстове у италијанском стилу. (Шарпантје је више волео латински назив canticum, уместо италијанског oratorio). Током седме деценије 17. века, већина написаних дела била су за трио, који се састојао од две жене и једног мушкарца који је певао линију баса уз пратњу два „висока“ инструмента и басо континуа. Дела која су писана за извођење на богослужењима у капели такође су садржала три инструмента, али су се разликовала по томе што су била писана за от-контр, тенора и баса. Наредних година, негде око 1680. године, Мари је повећала број музичара, тако да је он бројао на крају 13 извођача и учитељ певања. У делима написаним од 1684. до 1687. године, имена музичара код Гизових појављују се на маргинама Шарпантјеових манускрипта - укључујући и „Шарп“ поред от-контр линије. Етиен Лулије, виши инструменталиста који је свирао континуо, блок-флауту и виолу, вероватно је био задужен за обуку млађих извођача.

Упркос томе што је био седамнаест година у служби војвоткиње од Гиза, Шарпантје није био „управник“ дворског ансамбла. Управник је био племић на двору, музичар аматер, италофил и преводилац Филип Гуабо, познатији под називом Господин Дебоа. Захваљујући великој љубави коју је Мари гајила према италијанској музици, Шарпантје је имао мало разлога да прикрива италијанизме које је покупио током боравка у Риму.

Током година служби код госпођице од Гиза, Шарпантје је такође компоновао и за „госпођу од Гиза“, рођаку Луја XIV. Она је штитила и помагала музичаре Гизових да изводе Шарпантјеове камерне опере, упркос монополу Жан-Батист Лилија. Већину опера и пасторала на француском, које датирају између 1684. и 1687. године, поручила је госпођа од Гиза.

## Занимљивост
Прелудијум његовог Те Деум-а, Н.146, по структури рондо, је заштитна мелодија Европске радиодифузне уније, који је такође и уводна мелодија Евровизије.